# Ischewsk
Ischewsk (russisch Ижевск Ausspracheⓘ, udmurtisch Иж / Iž oder Ижкар / Ižkar) ist die Hauptstadt der Republik Udmurtien der Russischen Föderation. Sie hat 627.734 Einwohner (Stand 14. Oktober 2010).

## Geschichte
Der Ort entstand 1760 am Ufer der Isch, eines Nebenflusses der Kama, als Arbeitersiedlung bei einem Eisenwerk unter dem Namen Ischewski schelesodelatelni sawod (Ижевский железноделательный завод). 1918 erhielt er die Stadtrechte und seinen heutigen Namen. Von 1984 bis 1987 hieß die Stadt vorübergehend Ustinow (Устинов) zu Ehren des 1984 verstorbenen Marschalls Dmitri Ustinow.
Das ursprüngliche Ischewski war ein Ort an den Ufern des Flusses Isch, welcher sich durch eine gute Wasserversorgung und naheliegende Eisenerzvorkommen sehr gut für den Bau eines Eisenhüttenwerkes eignete. Der Bau der ersten Arbeiterhäuser begann am 10. April des Jahres 1760, dieses Jahr gilt als Geburtsjahr der Stadt Ischewsk. Für die Eisenproduktion wurde Wasserkraft benötigt; aus diesem Grund wurde der Fluss Isch angestaut und der Ischewsker Stausee entstand, der das Stadtbild auch heute noch maßgeblich prägt.
1774 besetzten Pugatschows Rebellen die Stadt und zerstörten die Eisenwerke. Im Jahre 1807 wurde durch Zar Alexander I. der Bau einer Waffenfabrik auf Basis der 1775 wiedererrichteten Eisenhütte beschlossen. Im selben Jahr begann der Bau des Hauptgebäudes der frühen Waffenfabrik nach Plänen des Architekten Sergej Dudin. Um möglichst schnell eine effiziente Fabrik zu erhalten, wurden unter anderem Fachkräfte aus Deutschland, Dänemark und Schweden sowie Bergleute aus dem Ural rekrutiert. So kam es, dass 1807 der Deutsche Friedrich Poppe zum Hauptwaffenmeister ernannt wurde. Der Aufbau vollzog sich so hektisch, dass die Arbeiter ihre (Holz-)Häuser nach der Arbeit nachts bauen mussten. Noch in den 1870er Jahren gab es nur etwa 20 Wohnhäuser aus Stein.
1884 wurden die Stahlwerke und die Waffenfabrik verstaatlicht. Daneben wurden aber mehrere private Waffenfabriken gegründet.
Im Jahr 1918 war die Stadt Schauplatz eines Aufstandes, der sich positiv auf die Russische Revolution bezog, aber gegen die Alleinherrschaft der Bolschewiki positionierte. Getragen wurde er von Menschewiki, rechten Sozialrevolutionären und einem lokalen Frontkämpferverband. Diese Koalition übernahm im August 1918 die Macht, jedoch brach der Aufstand schon im November 1918 zusammen.
Ischewsk ist seit 1921 Hauptstadt der Republik Udmurtien.
Von 1926 bis 1939 verdreifachte sich die Bevölkerung durch die forcierte Industrialisierungspolitik im Rahmen der Fünfjahrespläne.

## Wirtschaft
Die Stadt ist heute noch durch die Waffenindustrie geprägt. Sie gilt auch nach der Sowjetzeit (neben Tula) als die „Waffenschmiede Russlands“. Der prominente russische Waffenkonstrukteur Michail Kalaschnikow lebte hier bis zu seinem Tod.
Die besonders bekannten Ischmasch-Maschinenwerke entstanden im Zweiten Weltkrieg aus Teilen von Fabriken, die aus dem Westen der Sowjetunion hierher verlegt wurden. Sie produziert Kleinwaffen und Autos. Ab 1946 wurden in den Ischmasch-Werken die zuvor im sächsischen Zschopau demontierten Motorrad-Fertigungsanlagen des DKW-Werkes wieder aufgebaut. Ab 2015 bis zum Russischen Überfall auf die Ukraine 2022 wurde in Ischewsk der Lada Vesta gebaut. AwtoWAS bot Anfang August 2022 jenen Mitarbeitern, welche selber ihre Stelle kündigen, die Auszahlung von fünf Monatslöhnen an oder finanzierte Umschulungen; das Werk war zuvor 5 Monate stillgestanden, und die Mitarbeiter hatten sich mit Verschönerungsarbeiten beschäftigt. Darüber hinaus gibt es noch über zehn große Industriebetriebe.

## Bevölkerungsentwicklung
| Jahr | Einwohner |
| ---- | --------- |
| 1808 | 6.000     |
| 1816 | 8.324     |
| 1897 | 41.000    |
| 1926 | 62.200    |
| 1939 | 175.567   |
| 1959 | 285.294   |
| 1970 | 422.409   |
| 1979 | 548.721   |
| 1989 | 635.109   |
| 2002 | 632.140   |
| 2010 | 627.734   |
| 2012 | 629.455   |

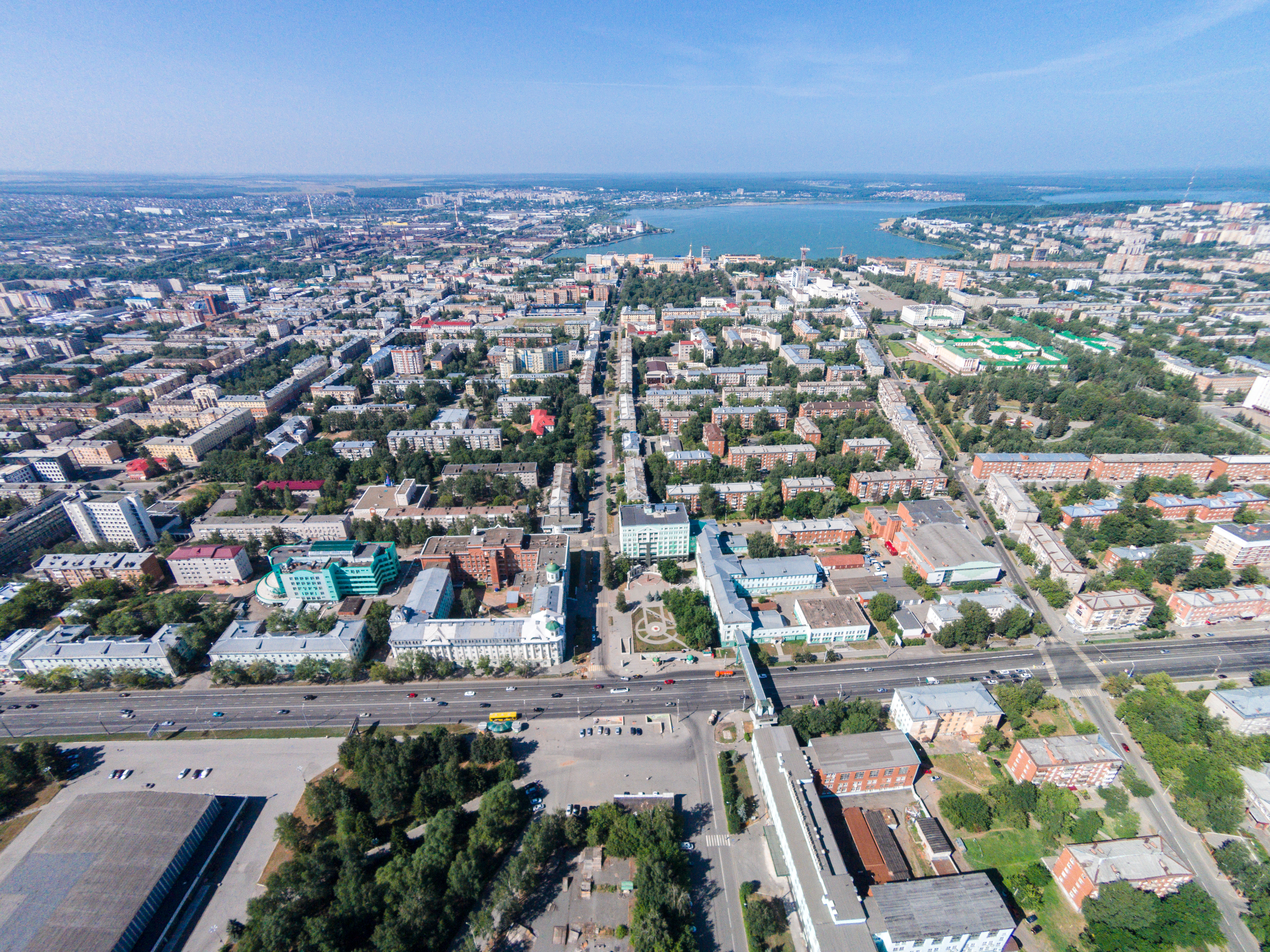
Blick vom Zentrum Ischewsks mit der Udmurtischen Universität – rechts im Vordergrund – nach Westen auf den Stausee

Anmerkung: Volkszählungsdaten (1897–1926 gerundet), 2012: Schätzung

## Weiterführende Bildungseinrichtungen
Die Hauptstadt Udmurtiens hat 231 vorschulische Einrichtungen, 100 allgemeinbildende Schulen und 5 Hochschulen. Außerdem gibt es eine medizinische und eine landwirtschaftliche Akademie sowie einige Berufsschulen.
Die Stadt besitzt rund 30 Bibliotheken. Die größte Bibliothek in Ischewsk und der ganzen Region ist die Nationale Bibliothek der Republik Udmurtien und wurde im Jahr 1918 gegründet.
- Filiale der Hochschule für Privatisierung und Unternehmertum
- Filiale der Universität für Verbraucherkooperation Moskau
- Höheres Kolleg für Geisteswissenschaften und Ingenieurwesen „Aeromech“
- Fakultät des Juristischen Instituts des Innenministeriums Russlands in Ischewsk
- Staatliche Landwirtschaftliche Akademie Ischewsk
- Staatliche Medizinakademie Ischewsk
- Staatliche Technische Universität Ischewsk
- Udmurtische Staatliche Universität
- Udmurtisches Institut der Akademie für Staatsdienst des Uralgebiets

## Bemerkenswerte Bauwerke

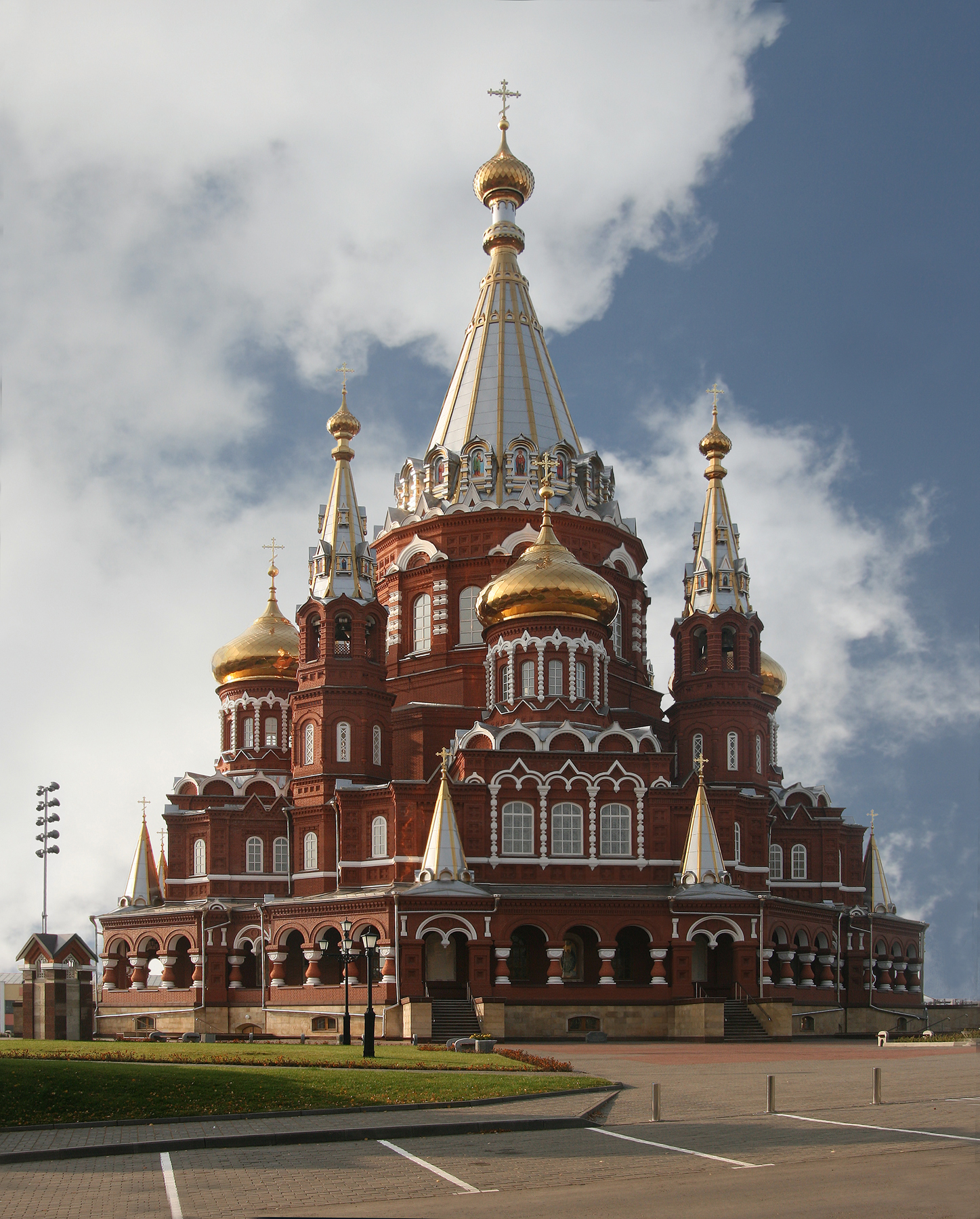
Sankt-Michaels-Kathedrale in Ischewsk

In Ischewsk gibt es eine Vielzahl religiöser Gebäude, darunter hauptsächlich Kirchen, aber auch Moscheen.
- Die Alexander-Newski-Kathedrale wurde nach Plänen Semjon Dudins erbaut und teilte das Schicksal vieler anderer Kirchen Russlands nach der Revolution nicht. Sie wurde nicht zerstört, sondern büßte nur ihren Glockenturm ein und wurde als Kino weiterverwendet.
- Die 1915 fertiggestellte Erzengel-Michael-Kathedrale hingegen wurde auf Initiative der Atheisten im Jahr 1937 abgerissen. Jedoch wurde sie 2007 zur Feier der 200-jährigen Waffenproduktion wiedererrichtet.
- Der 350 Meter lange und mit Turm 50 Meter hohe Komplex der früheren Waffenfabrik zählt zu den schönsten Industriellen Bauten Russlands.
- Der Kulturpalast der Ischmasch-Werke war zur Zeit seiner Erbauung mit seiner prächtigen Ausstattung durchaus mit Moskauer Bauten dieser Art vergleichbar.
- Der Sendemast Pesotschnaja ist ein 1962 errichteter, 195 Meter hoher abgespannter Stahlrohrmast, der durch seine in zwei Ebenen angeordneten sechs Querträger, die zu den Abspannseilen führen, ein markantes Erscheinungsbild besitzt.

## Tatarenviertel in Ischewsk

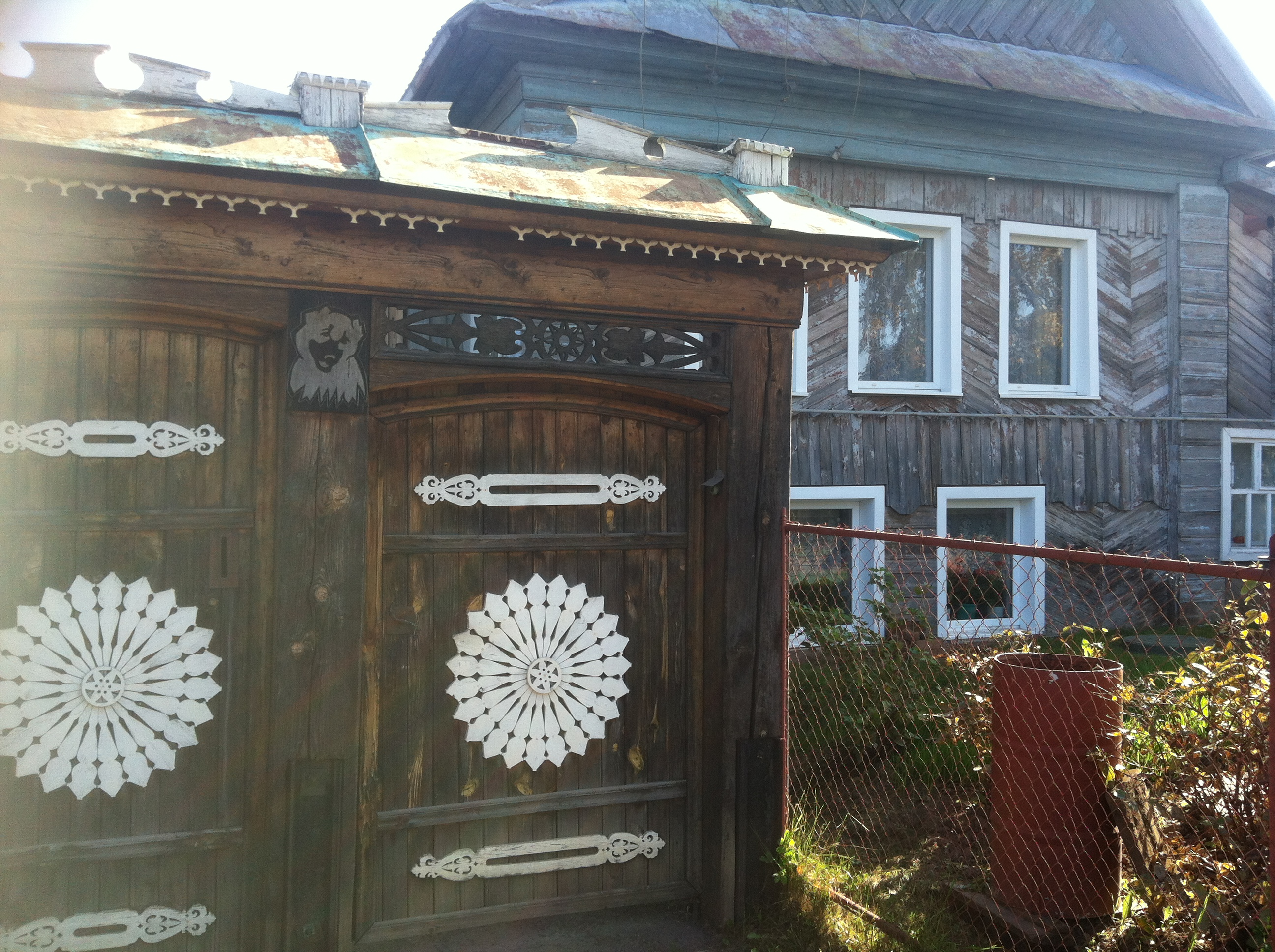
Traditionelle russische Holzhütten im Tatarenviertel in Ischewsk

Die Republik Tatarstan grenzt an die Republik Udmurtien und bildet die nördliche Grenze des Islamischen Glaubens in Russland. Aus diesem Grund ist es nicht verwunderlich, dass im Tatarenviertel von Ischewsk eine Moschee zu finden ist. Das Tatarenviertel ist noch größtenteils mit traditionellen russischen Holzhäusern bebaut, jedoch entstehen zunehmend auch moderne Häuser aus Stein neben den alten Gebäuden in Blockbauweise.

## Plattenbauten
Der größte Teil der Ischewsker Bevölkerung wohnt allerdings in einfachen mehrgeschossigen Häusern, die größtenteils noch aus der Sowjetzeit stammen. Viele von ihnen wurden in den 1960er Jahren auf Initiative von Nikita Chruschtschow errichtet, daher stammt der bei der Bevölkerung verbreitete Name Chruschtschowka oder auch „Chruschtschoba“. Besonders auffällig ist, dass die Balkone der Gebäude fast überall verglast wurden, um den Balkon als zusätzlichen Wohnraum oder Vorratsraum nutzen zu können.

## Das Monument

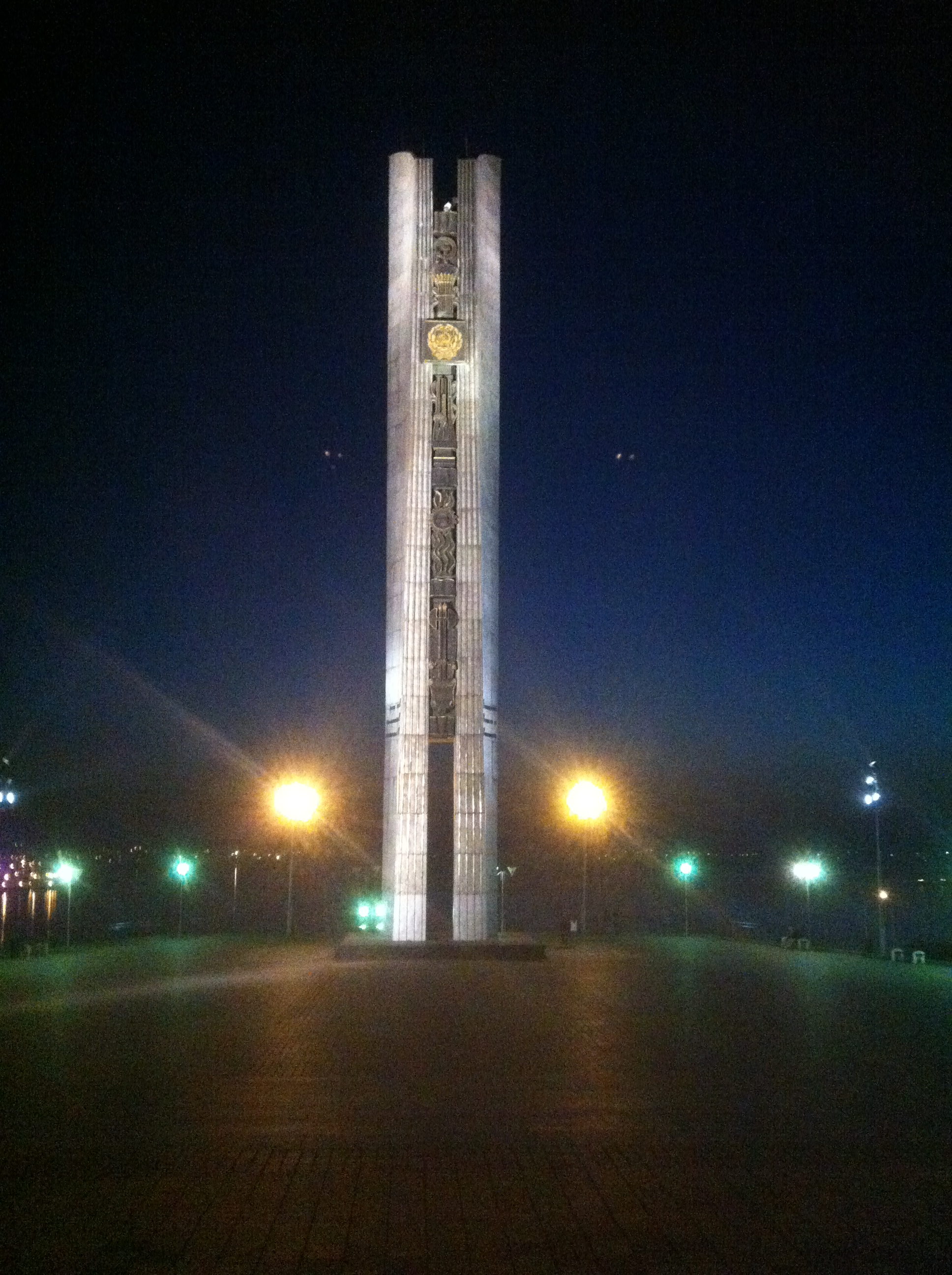
Das Monument der russisch-udmurtischen Freundschaft

Das Monument der russisch-udmurtischen Freundschaft aus dem Jahr 1972 wurde anlässlich des 400. Jahrestages des freiwilligen Beitritts Udmurtiens zu Russland errichtet. Aufgrund seiner optischen Ähnlichkeit mit zwei Skiern wird es von den Stadtbewohnern häufig „Skier der Kulakowa“ als Erinnerung an die berühmte udmurtische Skilangläuferin Galina Kulakowa genannt.

## Sport
Der Eishockeyverein HK Ischstal Ischewsk nimmt am Spielbetrieb der zweithöchsten russischen Spielklasse teil.

## Städtepartnerschaften
Ischewsk listet folgende Partnerstädte auf:
| Stadt              | Land                          | seit | Typ                           |
| ------------------ | ----------------------------- | ---- | ----------------------------- |
| Będzin             | Schlesien, Polen              | 2004 | Städtepartnerschaft           |
| Brest              | Belarus                       | 2016 | Städtepartnerschaft           |
| Córdoba            | Argentinien                   | 2006 | Städtepartnerschaft           |
| Jambol             | Bulgarien                     | 1999 | Zusammenarbeit                |
| Kaspijsk           | Nordkaukasus, Russland        | 2022 | Städtepartnerschaft           |
| Lusaka             | Sambia                        | 1999 | freundschaftliche Beziehungen |
| Maracay            | Aragua, Venezuela             | 2006 | Städtepartnerschaft           |
| Minsk              | Belarus                       | 2020 | Zusammenarbeit                |
| Partizansky, Minsk | Belarus                       | 2013 | Zusammenarbeit                |
| Salt Lake City     | Utah, Vereinigte Staaten      | 2004 | freundschaftliche Beziehungen |
| Tatabánya          | Közép-Dunántúl, Ungarn        | 1992 | Zusammenarbeit                |
| Wuhan              | Zhongnan, Volksrepublik China | 2017 | Städtepartnerschaft           |
| Xining             | Xibei, Volksrepublik China    | 2002 | Städtepartnerschaft           |

## Persönlichkeiten

### Söhne und Töchter der Stadt
- Wassili Imschenezki (1832–1892), Mathematiker
- Leopold Nikolai (1844–1908), Brückenbau-Ingenieur und Hochschullehrer
- Jewgeni Dragunow (1920–1991), Waffenkonstrukteur
- Radja Jeroschina (1930–2012), Skilangläuferin
- Anatoli Bychowski (* 1934), Schachspieler und -trainer
- Andrei Abramow (1935–1994), Boxer
- Wladimir Iwanow (* 1949), Eisschnellläufer
- Andrei Wedernikow (1959–2020), Radrennfahrer
- Marina Asjabina (* 1963), Hürdenläuferin
- Waleri Medwedzew (* 1964), Biathlet
- Alexandra Koljassewa (* 1968), Radrennfahrerin[7]
- Pawel Tonkow (* 1969), Radrennfahrer
- Alexei Kobelew (* 1971), Biathlet
- Albert Leschtschow (* 1971), Eishockeyspieler
- Nadja Saidakowa (* 1971), Balletttänzerin
- Wladimir Bechterew (* 1973), Biathlet
- Swetlana Bubnenkowa (* 1973), Radsportlerin
- Ljubow Jermolajewa (* 1975), Biathletin
- Nina Koljassewa (* 1975), Marathonläuferin
- Iwan Pesterew (* 1975), Biathlet
- Marija Feklistowa (* 1976), Sportschützin
- Dmitri Bykow (* 1977), Eishockeyspieler
- Maxim Maximow (* 1979), Biathlet
- Nadeschda Pawlowa (* 1980), Opernsängerin
- Iwan Tscheresow (* 1980), Biathlet
- Wjatscheslaw Alypow (* 1981), Biathlet
- Andrei Kirilenko (* 1981), Basketballspieler
- Rail Rosakow (* 1981), Eishockeyspieler
- Alexander Arekejew (* 1982), Radrennfahrer
- Kirill Knjasew (* 1983), Eishockeyspieler
- Olga Prokopjewa (* 1983), Biathletin
- Fjodor Tjutin (* 1983), Eishockeyspieler und -scout
- Dmitri Kasionow (* 1984), Eishockeyspieler
- Timofei Kuljabin (* 1984), Schauspiel- und Opern-Regisseur
- Maxim Belkow (* 1985), Radrennfahrer
- Nikolai Buschujew (* 1985), Eishockeyspieler
- Anton Sinzow (* 1985), Straßenradrennfahrer
- Michail Antonow (* 1986), Straßenradrennfahrer
- Dmitri Blinow (* 1987), Biathlet
- Andrei Solomennikow (* 1987), Radrennfahrer
- Wiktor Wassiljew (* 1987), Biathlet
- Sergei Bolschakow (* 1988), Schwimmer
- Anna Gamburg (* 1988), deutsche Synchronsprecherin und Moderatorin
- Dmitri Sokolow (* 1988), Radrennfahrer
- Maxim Beresin (* 1991), Eishockeyspieler
- Elwira Sijastinowa (* 1991), Fußballspielerin
- Fjodor Tscherwjakow (* 1993), Tennisspieler
- Aljona Makarowa (* 1994), Biathletin
- Julija Karimowa (* 1994), Sportschützin
- Nikita Medwedew (* 1994), Fußballspieler
- Grigori Morosow (* 1994), Fußballspieler
- Alexander Powarnizyn (* 1994), Biathlet
- Dmitri Schamajew (* 1995), Biathlet
- Jia Lissa (* 1996), Pornodarstellerin
- Roman Tugarew (* 1998), Fußballspieler
- Alina Sagitowa (* 2002), Eiskunstläuferin
- Stepan Surikow (* 2002), Fußballspieler

### Weitere Persönlichkeiten
- Hugo Schmeisser (1884–1953), deutscher Waffenkonstrukteur
- Hermann Weber (1896–1948), deutscher Motorradkonstrukteur und -rennfahrer
- Michail Kalaschnikow (1919–2013), Waffenkonstrukteur und Generalleutnant

## Klimatabelle
|                       | Jan   | Feb   | Mär  | Apr  | Mai  | Jun  | Jul  | Aug  | Sep  | Okt  | Nov  | Dez   |   |      |
| Mittl. Tagesmax. (°C) | −10,8 | −8,4  | −1,4 | 8,3  | 18,1 | 22,4 | 24,6 | 21,6 | 14,9 | 5,3  | −2,3 | −7,7  | ⌀ | 7,1  |
| Mittl. Tagesmin. (°C) | −18,2 | −16,4 | −9,8 | −0,7 | 6,1  | 10,9 | 13,6 | 11,0 | 6,0  | −0,8 | −7,6 | −14,2 | ⌀ | −1,6 |
|                       |       |       |      |      |      |      |      |      |      |      |      |       |   |      |
| Niederschlag (mm)     | 36    | 25    | 27   | 32   | 38   | 59   | 67   | 63   | 54   | 52   | 45   | 38    | Σ | 536  |
|                       |       |       |      |      |      |      |      |      |      |      |      |       |   |      |
| Regentage (d)         | 11    | 7     | 8    | 7    | 7    | 9    | 9    | 9    | 10   | 11   | 11   | 11    | Σ | 110  |

| −18,2 |

| −16,4 |

| −9,8 |

| −0,7 |

| 6,1 |

| 10,9 |

| 13,6 |

| 11,0 |

| 6,0 |

| −0,8 |

| −7,6 |

| −14,2 |

| −18,2 |

| −16,4 |

| −9,8 |

| −0,7 |

| 6,1 |

| 10,9 |

| 13,6 |

| 11,0 |

| 6,0 |

| −0,8 |

| −7,6 |

| −14,2 |